# Kelly Rutherford
Pour les articles homonymes, voir Rutherford.
Kelly Rutherford, née le 6 novembre 1968 à Elizabethtown (Kentucky), est une actrice américaine. 
Elle est principalement connue, à la télévision, notamment pour avoir interprété Megan Lewis dans la série Melrose Place (1996-1999) et Lily Van Der Woodsen dans Gossip Girl (2007-2012).
Elle a joué dans un grand nombre de séries télévisées en tant que rôle de soutien ou invitée spéciale.
Elle a aussi joué des rôles réguliers ou récurrents dans des séries telles que Générations (1989-1991), Homefront (1992-1993), Brisco County (1993-1994), Washington Police (2002-2003), Agence Matrix (2003-2004), DOS : Division des opérations spéciales (2005-2006), Dynastie (2018-2019) et Pretty Little Liars: The Perfectionists (2019).

## Biographie

### Jeunesse et formation
Sa mère est mannequin et écrivaine . Elle est l’aînée de la famille, elle a un frère et deux sœurs. Elle grandit en Arizona et à Beverly Hills. Elle est diplômée du lycée Corona del Mar High School de Newport Beach et étudie ensuite au HB Studio à New York et au Beverly Hills Playhouse.

### Carrière

#### Révélation télévisuelle
Elle débute à la télévision en décrochant un rôle récurrent dans la première saison de Générations qui lui vaut une citation pour un Soap Opera Digest Awards et l'un des rôles principaux du feuilleton télévisé de deux saisons diffusées au début des années 1990, Homefront.
En 1994, elle décroche un second rôle et plusieurs scènes avec Julia Roberts et Nick Nolte dans la comédie Les Complices.
Mais c'est en rejoignant la distribution principale de Melrose Place, qu'elle se fait connaître du grand public. Cette série est produite par Aaron Spelling avec qui elle avait déjà travaillé sur le feuilleton Kindred : Le Clan des maudits en 1996, dans laquelle elle interprète le rôle de Caitlin Byrne. Recevant des critiques généralement positives, la série a notamment été classée dans plusieurs listes établies par des magazines spécialisés,.  
A la fin de Melrose Place, elle enchaîne les rôles d'invitée dans diverses séries télévisées telles que La Famille Green, Le Fugitif, Washington Police.
Dans les années 2000, elle s'essaie aussi au cinéma avec de petits rôles comme une courte apparition dans les premières minutes de Scream 3, jouant le rôle de Christine, la petite amie de Cotton Weary (Liev Schreiber) ou encore dans le drame Swimming Upstream, sorti en 2003.

#### Rôles réguliers et télévision
Entre 2003 et 2004, ou elle incarne l'agent spécial Frankie Ellroy Kilmer dans la série Agence Matrix, puis, en étant l'une des vedettes de l'unique saison de la série télévisée DOS : Division des opérations spéciales, annulée faute d'audiences, entre 2005 et 2006. 
Elle se stabilise entre 2007 et 2012, en interprétant Lily van der Woodsen, la mère de Serena, jouée par Blake Lively, dans la série à succès Gossip Girl. Entre-temps, elle est la vedette de quelques téléfilms comme les thrillers Le Regard d'une mère et Ma sœur, mon pire cauchemar avec Natasha Henstridge
Elle s'invite ensuite sur les plateaux de plusieurs séries télévisées notables telles que Bones, Les Mystères de Laura, Jane the Virgin, quelquefois dans des petits rôles récurrents comme pour Reckless, Being Mary Jane ou encore Quantico.

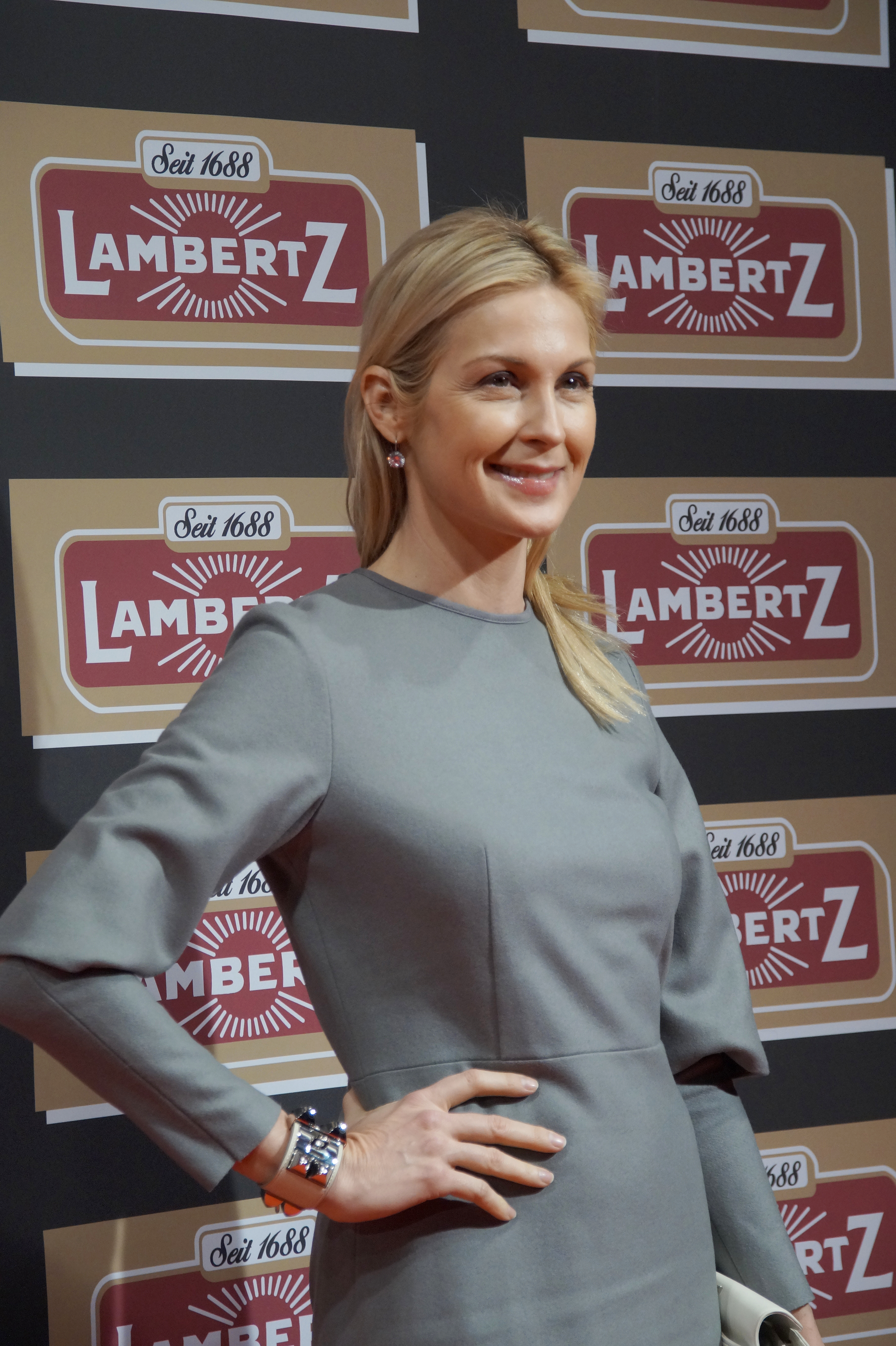
Photographiée en 2016.

En 2017, elle joue dans le téléfilm hivernal, la romance Mariage sous la neige. Elle est ensuite à l'affiche de la nouvelle coproduction internationale de TF1, la mini-série Gone, qui met en avant des affaires d'enlèvements. Elle joue le rôle de la mère de l'héroïne. 
À partir de 2018, elle apparaît, de manière récurrente, dans la série Dynastie, un reboot du célèbre feuilleton télévisé Dynastie, créé par Richard et Esther Shapiro et diffusée entre 1981 et 1989 sur ABC, retrouvant son ancien partenaire de Melrose Place, Grant Show,,. 
En 2019, toujours en collaboration avec le réseau The CW, elle rejoint la distribution de la série dérivée de Pretty Little Liars, Pretty Little Liars: The Perfectionists aux côtés de Sasha Pieterse et Janel Parrish qui reprennent leurs rôles.   

## Vie privée
L'actrice a été mariée à Carlos Tarajano entre 2001 et 2002, et à Daniel Giersch entre 2006 et 2010, avec qui elle a eu un fils nommé Hermés Gustaf Daniel Giersch en octobre 2006 et une fille nommée Helena Grace en juin 2009.  
En 2012, son ancien mari, Daniel Giersch, est obligé de quitter les États-Unis. Son visa a été révoqué, après que l'avocat de Kelly a signalé aux autorités un risque d'enlèvement des enfants et son implication dans un trafic d'armes et de drogues. Ces allégations n'ont pas été étayées depuis. Un juge décide alors que leurs enfants  résideront avec lui en France ou à Monaco puisque Kelly Rutherford a légalement le droit de s'y rendre, alors que Daniel ne peut plus revenir aux États-Unis. Kelly attaque l'État de Californie pour avoir expulsé ses enfants hors du pays. Elle s'est déclarée ruinée en 2012 pour des dettes de 1,5 million de dollars dues au procès et aux frais d'avocats qu'elle a dû débourser pour la garde de ses enfants, sans succès,. En 2015, après trois ans de bataille judiciaire, Kelly Rutherford obtient brièvement la garde de ses enfants, avant que la cour monégasque rende l'ultime jugement et ne lui retire sa garde, lui accordant un droit de visite,,.
Kelly Rutherford a aussi fréquenté entre 2012 et 2013 l'acteur Matthew Settle, qui joue le rôle de Rufus Humphrey dans la série Gossip girl, Tony Brand de 2015 à 2017, et le scénariste Chiswell Langhorne depuis 2018.

## Filmographie

### Cinéma

#### Courts métrages
- 1994 : Tis a Gift to Be Simple de James C.E. Burke : Emily Hanover
- 1997 : Six Months of Darkenss, Six Months of Light de Seth Jarrett : Annie
- 2001 : The Tag de Peter Winther : Wendy

#### Longs métrages
- 1988 : Blue-Jean Cop de James Glickenhaus : Une spectatrice
- 1989 : La vengeance d'Eric de Richard Friedman : Une vendeuse
- 1994 :  Les Complices de Charles Shyer : Kim
- 1994 :  Amberwaves de Joe Holland : Lola Burns
- 1997 :  The Big Fall de C. Thomas Howell : Veronica (directement sorti en vidéo)
- 1997 : Dilemma d'Eric Larsen : une femme dans le bar (non créditée)
- 1997 :  Cyclops, Baby de D.J. Caruso : Randy
- 1998 :  The Disturbance at Dinner de Greg Akopyan et Lawrence Kane : Marian Pronkridge
- 2000 :  Scream 3 de Wes Craven : Christine Hamilton
- 2000 :  The Chaos Factor de Terry Cunningham : Jodi
- 2001 : Les anges ne dorment pas (Angels Don't Sleep Here) de Paul Cade : Kate Porter
- 2001 : Swimming Upstream de Robert J. Emery : Sandra Bird
- 2013 : The Stream de Estlin Feigley : Maggie Terry

### Télévision

#### Téléfilms
- 1992 : Breaking the Silence de Robert Iscove : Cheryl
- 1995 : Danielle Steel: Un si grand amour (No Greater Love) de Richard T. Heffron : Edwina Winfield
- 1996 : Secrets enfouis de Michael Toshiyuki Uno : Danielle Roff
- 1998 : Une évasion en or (The Perfect Getaway) d'Armand Mastroianni : Julia Robinson
- 2000 : Sally Hemings: An American Scandal de Charles Haid : Maria Cosway
- 2001 : Acceptable Risk de William A. Graham : Kim Welles
- 2007 : Le Regard d'une mère (Tell Me No Lies) de Michael Scott : Laura Cooper
- 2013 : Ma sœur, mon pire cauchemar (A Sister's Nightmare) de Vic Sarin : Jane Ryder
- 2015 : Night of the Wild de Eric Red : Sara
- 2017 : Mariage sous la neige (Christmas Wedding Planner) de Justin G. Dyck : Tante Olivia
- 2018 : Romance old school pour maman cool (Love, of Course) de Lee Friedlander : Amy Andolini
- 2019 : Les enfants maudits 2 : un amour interdit (VC Andrews : Dark Angel) de Paul Shapiro : Jillian Tatterton
- 2019 : Les enfants maudits 3 : les secrets du manoir (VC Andrews : Fallen Hearts) de Jason Priestley : Jillian Tatterton
- 2019 : Mon mariage est un mensonge (Rule of Three) de Caroline Labrèche : Cheryl Volberg

#### Séries télévisées
- 1989 - 1991 : Générations : Sam Whitmore (saison 1 - 246 épisodes)
- 1992 : David Rules : Erika (saison 2 - épisodes 05 et 16)
- 1992 : Enquête privée (Bodies of Evidence) : Diana Wallace (saison 1 - épisode 01)
- 1992 - 1993 : Homefront : Judy Owen (rôle récurrent - 22 épisodes)
- 1993 : Brisco County : Dixie Cousins (rôle récurrent, saison 1 - épisodes 01, 04, 06, 11, 15, 23 et 24)
- 1995 : The Great Defender : Frankie Collett (rôle principal - 8 épisodes)
- 1995 : Courthouse (en) : Christine Lunden (saison 1 - épisode 02 à 05)
- 1996 : Kindred : Le Clan des maudits : Caitlin Byrne (rôle principal - 7 épisodes)
- 1996 - 1999 : Melrose Place : Megan Lewis (principale saisons 05 à 07 - 90 épisodes)
- 1999 : Nash Bridges : Roxanne « Roxie » Hill  (saison 5 - épisode 10)
- 1999 - 2000 :  La Famille Green : Laura Martineau (saison 01 - épisodes 08 à 10 et 13)
- 2000 : Au-delà du réel : L'aventure continue : Rachel (saison 6 - épisode 20)
- 2000 - 2001 : Le Fugitif (The Fugitive) : Helen Kimble (saison 1 - épisodes 01, 05 et 20)
- 2001 : Les Nuits de l'étrange (Night Visions) : Marilyn Lanier (saison 1 - épisode 1)
- 2002 : Eastwick : Alexandra Medford (pilote non diffusée)
- 2002 - 2003 : Washington Police (The District) : Melinda Lockhart (saison 3 - épisode 4, 5, 7, 8, 14 & 17)
- 2003 - 2004 : Agence Matrix (Threat Matrix) : Agent spécial Frankie Ellroy Kilmer (rôle principal - 16 épisodes)
- 2005 - 2006 : DOS : Division des opérations spéciales (E-Ring) : Samantha « Sonny » Liston (rôle principal - 21 épisodes)
- 2007 - 2012 : Gossip Girl : Lily Van Der Woodsen (rôle récurrent - 121 épisodes)
- 2013 : Bones : Stéphanie McNamara (saison 9 - épisode 12)
- 2014 : Reckless : Joyce Reed (saison 1 - 4 épisodes)
- 2014 - 2015 : Being Mary Jane : Cynthia Phillips (saison 1 - 3 épisodes)
- 2015 : Les Mystères de Laura : Lisa Hanlon (saison 1 - épisode 14)
- 2016 : Quantico : Laura Wyatt (2 épisodes)
- 2016 : Jane the Virgin : Leslie (1 épisode)
- 2017 : Nightcap : elle-même (1 épisode)
- 2017-2018 : Gone : Paula Lannigan (rôle récurrent - 5 épisodes)
- 2018-2020 : Dynastie (Dynasty) : Melissa Daniels (invitée saisons 1 à 3 - 7 épisodes)
- 2019 : Pretty Little Liars: The Perfectionists : Claire Hotchkiss (rôle principal - 10 épisodes)
- 2023 : Escort Boys : Alicia (1 épisode)

## Distinctions
Sauf indication contraire ou complémentaire, les informations mentionnées dans cette section proviennent de la base de données IMDb.

### Nominations
- Soap Opera Digest Awards 1991 : Meilleure actrice dans une série télévisée pour Generations